# Christian Torpe
Christian Torpe (født 1978) er en dansk manuskriptforfatter der bl.a. har bidraget til tv-serierne Maj & Charlie og Lærkevej og er hovedforfatter på serien Rita fra 2012. Derudover har han skrevet to spillefilm, Hella Joofs spillefilm Sover Dolly på ryggen? (sammen med Marie Østerbye) og Bille Augusts Stille hjerte (2014).
Torpe er student fra Mulernes Legatskole i 1997 og senere uddannet fra Københavns Universitet, hvor han studerede Film- & Medievidenskab.